# 倫教糕
倫教糕（亦作倫滘糕），又稱白糖糕，是香港、澳門、廣東使用白米及白糖製成的傳統小吃。始創於明朝時順德倫教（古稱倫滘）的一梁姓小販。據說該小販蒸鬆糕時失手，令粉質下墜，但蒸出來的反而深受歡迎，人人食過都認為這種新小吃質地爽滑。後來，小販改用白糖製糕，令蒸出來的糕顏色更晶瑩潔白，食客稱之為「倫教糕」，後來又稱「白糖糕」。

## 特色
倫教糕的特色是晶瑩、清甜、彈牙、爽口，本是不酸的，帶有酸味的，可能是發酵時間過久，或加醋防止變壞，或已經變壞。

## 制法
材料：
- 白米半斤（250克）（此處半斤係以陸方市斤計算）
- 糖半斤
- 酵母粉2茶匙
- 水3杯。

做法：
1. 將米洗淨，浸水3小時，瀝乾水份後可用石磨或果汁機加入1杯清水，打成米漿待用
2. 將糖倒入2杯清水中，待糖溶掉及滾起後，即將糖水沖入米漿內，並立刻攪拌均勻
3. 酵母粉倒進1.5杯溫水內拌勻，靜待5分鐘
4. 待米漿（已加糖水）冷卻後，倒入酵母粉連水，略為攪拌後蓋上濕布或保鮮膜，靜待5至6小時
5. 於大鍋內燒水至水滾，放上蒸籠，在蒸籠內放上濕白布，再倒入已發酵的米漿
6. 蓋上蒸籠（蒸籠較碟更令水氣蒸發，形狀更好），在蒸籠旁邊圍上濕布，避免蒸氣外泄
7. 蒸約30分鐘後即可取出，待攤凍後可切件食用

## 衍生品
除了原來味道的白糖糕，還有用黃糖做的和用雞蛋煎的。